# 노비이친

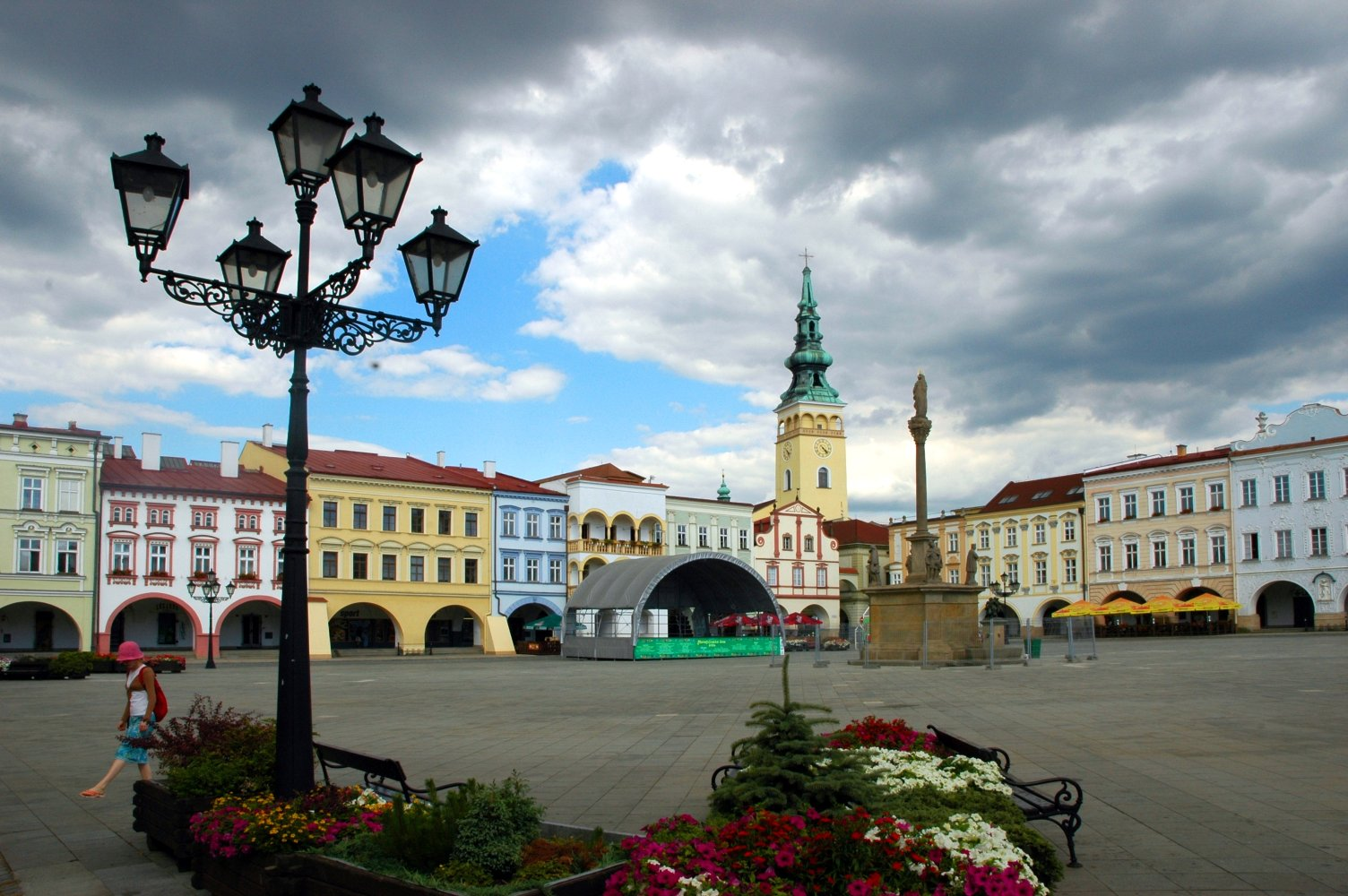
노비이친

노비이친(체코어: Nový Jičín, 독일어: Neutitschein 노이티차인[*])는 체코 모라바슬레스코 주에 위치한 도시로 면적은 44.71km2, 높이는 285m, 인구는 27,617명(2017년 7월 1일 기준), 인구 밀도는 618명/km2이다.
카르파티아산맥 기슭과 접하며 오스트라바에서 약 30km 정도 떨어진 곳에 위치한다. 모자 제조 산업으로 유명한 도시이다.

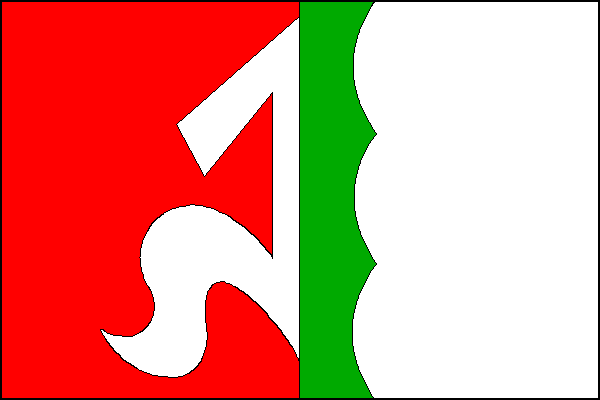
시기
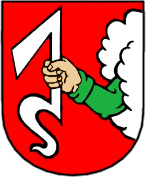
시 문장

## 인구
| 연도           | 인구   | ±%     |
| -------------- | ------ | ------ |
| 1869           | 12,213 | —      |
| 1880           | 14,205 | +16.3% |
| 1890           | 15,695 | +10.5% |
| 1900           | 16,480 | +5.0%  |
| 1910           | 18,910 | +14.7% |
| 1921           | 17,643 | −6.7%  |
| 1930           | 18,660 | +5.8%  |
| 1950           | 15,691 | −15.9% |
| 1961           | 17,647 | +12.5% |
| 1970           | 18,878 | +7.0%  |
| 1980           | 22,796 | +20.8% |
| 1991           | 24,899 | +9.2%  |
| 2001           | 25,325 | +1.7%  |
| 2011           | 23,202 | −8.4%  |
| 2021           | 22,656 | −2.4%  |
| 출처: Censuses |        |        |

## 자매 도시
- 독일 괴를리츠
- 독일 루트비히스부르크
- 폴란드 시비엥토흐워비체
- 슬로바키아 크렘니차
- 프랑스 에피날
- 이탈리아 노벨라라